# 劉信 (五代)
刘信（？—951年），后汉高祖刘知远的从弟。

## 生平
少年从军，至龙武小校。刘知远镇太原，以刘信为兴捷军都将，领龚州刺史、检校太保。后汉建立，为侍卫马军都指挥使、检校太傅兼义成军节度使，镇守许州，加太尉、同平章事。刘知远临终，杨邠受密旨受顾命，以刘承祐为嗣，杨邠等不想让刘信在京师，遣刘信赴许州，刘信不得奉辞，哭泣而去。刘承祐即位为隐帝，加检校太师。李守贞等人被平定，刘信加侍中。
刘信性昏懦，贪渎财物，喜酷法，好杀戮。掌禁军时，有犯法的军士，他召其妻儿，当着他们的面肢解军士，令自食其肉，或从足支解至首，血流盈前，刘信命乐饮酒，没有仁愍之色。未尝接延宾客。
刘信在镇，聚敛无度，正逢刘知远的灵柩经由他的境内，刘信掠夺吏民，以备迎奉。听说汉隐帝杀死杨邠、史弘肇，刘信大喜，大摆宴席，对参佐幕僚说：“我以前说老天无眼，令我三年不能得意。主上孤立，几落贼手。诸公劝我一杯可也。”不久，汉隐帝被杀，刘信忧不能食。李太后下诰选择新君，将刘信列在备选内，但最终选择立高祖养子也是侄子刘赟，刘信即令其子往徐州奉迎。数日后，陈思让率马军经过城西，只是令供应食物，不敢出城。不久，澶州军变，王峻派前申州刺史马铎领军巡检许州，马铎率军入城，刘信惊慌自杀。周太祖郭威即位，追封蔡王。

## 延伸阅读
[在维基数据编辑]
 《新五代史·卷18》，出自歐陽修《新五代史》
 《舊五代史·卷105》，出自薛居正《舊五代史》